# Espel
Espel – wieś w Holandii w prowincji Flevoland. Wieś powstała po osuszeniu terenów Polderu Północno-Wschodniego.